# Paul Hunter Classic
Das Paul Hunter Classic (ehemals Fürth German Open) war ein Snookerturnier, das von 2004 bis 2019 in Deutschland ausgetragen wurde. Ausrichter des Turniers war von Beginn an der Snooker Sportclub Fürth e. V., der Profispieler zu einem international besetzten Turnier einlud. Seinen neuen Namen bekam das Turnier 2007 in Erinnerung an den im Oktober 2006 verstorbenen Snookerspieler Paul Hunter, der 2004 auch der erste Sieger gewesen war. Ab 2010 wurde das Turnier Bestandteil der Profitour.
Das Turnier ist nicht zu verwechseln mit den German Open, die zwischen 1995 und 1997 Bestandteil der Snooker Main Tour waren und seit 2011 unter dem Namen German Masters wieder dazugehören.

## Geschichte

### Anfänge
2004 veranstaltete der SSC Fürth zu seinem fünfjährigen Vereinsjubiläum eine Veranstaltung unter der Bezeichnung Snooker Grand Prix Fürth. In dem 104 Teilnehmer starken Starterfeld waren sowohl alle deutschen Spitzenspieler als auch Spieler aus der Schweiz, Österreich, Belgien und den Niederlanden vertreten. Als Topstars konnten die beiden Profis Paul Hunter und Matthew Stevens verpflichtet werden. Beide wurden von Brandon Parker gemanagt, der für einen Auftritt der beiden Spieler einwilligte und später einer der Veranstalter des Turnieres wurde. Hunter konnte seiner Favoritenrolle gerecht werden und das Turnier gewinnen.
Im folgenden Jahr wurde die Veranstaltung in Fürth German Open umbenannt, analog zu den Jahren 1995 bis 1997. Das Teilnehmerfeld, das auf 162 Starter aufgestockt worden war, konnte erneut mehrere Weltklassespieler wie Jimmy White oder Ian McCulloch vorweisen. Erster Sieger der Neuauflage wurde dann mit dem Engländer Mark King ein weiterer Vertreter des Profisports. Nach dem Tode des ersten Siegers, Paul Hunter, und mit Zustimmung seiner Witwe erfolgte 2007 die Umbenennung in Paul Hunter Classic.

### PTC-Serie
In den ersten Jahren war das Turnier nicht Bestandteil der Main Tour, so dass auch keine Weltranglistenpunkte vergeben wurden. Mit der Ernennung von Barry Hearn zum neuen Vorsitzenden der WPBSA wurde das Paul Hunter Classic ein Event der neu eingeführten Players Tour Championship. Das Turnier war von der Saison 2010/11 bis zur 2015/16 ein Minor-Ranking-Turnier, mit reduzierter Punktzahl bzw. geringerem Preisgeld, das aber in die Weltranglistenwertung einfloss.
Dafür wurde auch der Austragungsmodus geändert. War das Turnier zuvor mit Gruppenphase und Ausscheidungsturnier ausgetragen worden, bei dem bis auf das Finale auf 3 Gewinnframes gespielt wurde, änderte sich das mit Einführung der PTC-Serie. Die Gruppenphase entfiel, es gab ein Hauptturnier mit 128 Spielern und davor eine Qualifikation für Amateurspieler. Für alle Partien inklusive Finale galt der Modus Best of 7.
Das Abschneiden in Fürth floss außerdem in die PTC-Wertungen ein. Zum einen qualifizierte man sich darüber für das PTC-Finalturnier, das ein vollwertiges Weltranglistenturnier war. Zum anderen erhielten die besten Nicht-Profis in der PTC Order of Merit Startberechtigungen für die Main Tour. 2012 und 2013 wurde parallel zum Paul Hunter Classic für Amateure auch eine der vier Vorrunden der EBSA Qualifying Tour durchgeführt, in der ebenfalls Startplätze auf der Profitour ausgespielt wurden.

### Einfaches Weltranglistenturnier
Da Fürth jedoch das einzige PTC-Turnier war, das sich einigermaßen selbst trug, wurde es immer schwerer, andere Veranstaltungsorte zu finden. Nach der Saison 2015/16 wurde die Players Tour Championship aufgegeben. Nur das Paul Hunter Classic und ein weiteres Turnier, für das längerfristige Verträge bestanden, blieben bestehen. Der Status als Weltranglistenturnier blieb ebenso erhalten wie eine eingeschränkte Version der Order of Merit der beiden Turniere. Trotzdem war es mit einem Statusverlust verbunden, viele Topprofis blieben ab 2016 dem Paul Hunter Classic fern und die 2011 begonnene Fernsehübertragung des Senders Eurosport mit Liveübertragungen von Tisch 1 wurde wieder eingestellt.

### Einladungsturnier
Schon 2018 wurde der Weiterbestand in der damaligen Form infrage gestellt und eine Zuschauerbefragung zur Zukunft des Paul Hunter Classic durchgeführt. Das Turnier behielt zwar den traditionellen Termin Ende August im Tourkalender, verlor aber den Status als Weltranglistenturnier.
Das Teilnehmerfeld wurde 2019 auf 16 Spieler reduziert und wie in den Anfangsjahren wurden Einladungen an Profispieler ausgesprochen. Es wurden aber auch Plätze freigehalten, für die sich Nichtprofis qualifizieren können.
2020 fror die COVID-19-Pandemie den gesamten Spielbetrieb ein und außerhalb von Großbritannien fanden überhaupt keine Profiturniere statt. In der folgenden Saison gab es zwar Lockerungen, aber erst 2022 wurde auch in Fürth wieder gespielt. Allerdings fand dort das European Masters statt. Eine weitere Ausgabe des Paul Hunter Classic gab es nach 2019 nicht mehr.

### Paul Hunter Women’s Classic
Erstmals wurde 2016 zeitgleich ein Damenturnier mit dem Namen Paul Hunter Ladies Classic (2017: Paul Hunter Women’s Classic) ausgerichtet, ebenfalls mit Status eines Ranglistenturniers der Frauentour. Die beiden dominierenden Spielerinnen Ng On Yee aus Hongkong und Reanne Evans aus England machten in den ersten beiden Jahren den Titel unter sich aus. 2018 fand kein Damenturnier mehr statt.

## Sieger

### Männer
Rekordsieger ist seit 2016 Mark Selby, der das Turnier dreimal gewinnen konnte. Ein besonderer Sieger war 2015 Ali Carter. Es war sein erster Sieg nach seiner Rückkehr nach einer Krebserkrankung, der Krankheit, an der Namensgeber Paul Hunter gestorben war. Rekordfinalisten sind Selby und Shaun Murphy mit je vier Endspielteilnahmen.
| Jahr                                           | Austragungsort                            | Sieger                                    | Ergebnis                                  | Finalist                                  | Hauptsponsor                              | Saison                                    |
| Grand Prix Fürth (kein Ranglistenturnier)      | Grand Prix Fürth (kein Ranglistenturnier) | Grand Prix Fürth (kein Ranglistenturnier) | Grand Prix Fürth (kein Ranglistenturnier) | Grand Prix Fürth (kein Ranglistenturnier) | Grand Prix Fürth (kein Ranglistenturnier) | Grand Prix Fürth (kein Ranglistenturnier) |
| ---------------------------------------------- | ----------------------------------------- | ----------------------------------------- | ----------------------------------------- | ----------------------------------------- | ----------------------------------------- | ----------------------------------------- |
| 2004                                           | Fürth – Grüne Halle                       | Paul Hunter                               | 4:2                                       | Matthew Stevens                           | –                                         | 2004/05                                   |
| Fürth German Open (kein Ranglistenturnier)     |                                           |                                           |                                           |                                           |                                           |                                           |
| 2005                                           | Fürth – Grüne Halle                       | Mark King                                 | 4:2                                       | Michael Holt                              | Betandwin.de                              | 2005/06                                   |
| 2006                                           | Fürth – Stadthalle                        | Michael Holt                              | 4:2                                       | Barry Hawkins                             | Betandwin.de                              | 2006/07                                   |
| Paul Hunter Classic (kein Ranglistenturnier)   |                                           |                                           |                                           |                                           |                                           |                                           |
| 2007                                           | Fürth Stadthalle                          | Barry Pinches                             | 4:0                                       | Ken Doherty                               | Betandwin.de                              | 2007/08                                   |
| 2008                                           | Fürth Stadthalle                          | Shaun Murphy                              | 4:0                                       | Mark Selby                                | Snookerstars                              | 2008/09                                   |
| 2009                                           | Fürth Stadthalle                          | Shaun Murphy                              | 4:0                                       | Jimmy White                               | Snookerstars                              | 2009/10                                   |
| Paul Hunter Classic (Minor-Ranglistenturnier)  |                                           |                                           |                                           |                                           |                                           |                                           |
| 2010                                           | Fürth Stadthalle                          | Judd Trump                                | 4:3                                       | Anthony Hamilton                          | –                                         | 2010/11                                   |
| 2011                                           | Fürth Stadthalle                          | Mark Selby                                | 4:0                                       | Mark Davis                                | –                                         | 2011/12                                   |
| 2012                                           | Fürth Stadthalle                          | Mark Selby                                | 4:1                                       | Joe Swail                                 | Arcaden                                   | 2012/13                                   |
| 2013                                           | Fürth Stadthalle                          | Ronnie O’Sullivan                         | 4:0                                       | Gerard Greene                             | Arcaden                                   | 2013/14                                   |
| 2014                                           | Fürth Stadthalle                          | Mark Allen                                | 4:2                                       | Judd Trump                                | Arcaden                                   | 2014/15                                   |
| 2015                                           | Fürth Stadthalle                          | Allister Carter                           | 4:3                                       | Shaun Murphy                              | Kreativ dental                            | 2015/16                                   |
| Paul Hunter Classic (Pro/Am-Ranglistenturnier) |                                           |                                           |                                           |                                           |                                           |                                           |
| 2016                                           | Fürth Stadthalle                          | Mark Selby                                | 4:2                                       | Tom Ford                                  | –                                         | 2016/17                                   |
| 2017                                           | Fürth Stadthalle                          | Michael White                             | 4:2                                       | Shaun Murphy                              | –                                         | 2017/18                                   |
| 2018                                           | Fürth Stadthalle                          | Kyren Wilson                              | 4:2                                       | Peter Ebdon                               | –                                         | 2018/19                                   |
| Paul Hunter Classic (Einladungsturnier)        |                                           |                                           |                                           |                                           |                                           |                                           |
| 2019                                           | Fürth – Stadthalle                        | Barry Hawkins                             | 4:3                                       | Kyren Wilson                              | –                                         | 2019/20                                   |

### Damen
| Jahr                        | Austragungsort             | Sieger                     | Ergebnis                   | Finalist                   | Hauptsponsor               | Saison                     |
| Paul Hunter Ladies Classic  | Paul Hunter Ladies Classic | Paul Hunter Ladies Classic | Paul Hunter Ladies Classic | Paul Hunter Ladies Classic | Paul Hunter Ladies Classic | Paul Hunter Ladies Classic |
| --------------------------- | -------------------------- | -------------------------- | -------------------------- | -------------------------- | -------------------------- | -------------------------- |
| 2016                        | Fürth Stadthalle           | Ng On Yee                  | 4:1                        | Reanne Evans               | –                          | 2016/17                    |
| Paul Hunter Women’s Classic |                            |                            |                            |                            |                            |                            |
| 2017                        | Fürth Stadthalle           | Reanne Evans               | 4:1                        | Ng On Yee                  | –                          | 2017/18                    |

## Bilder

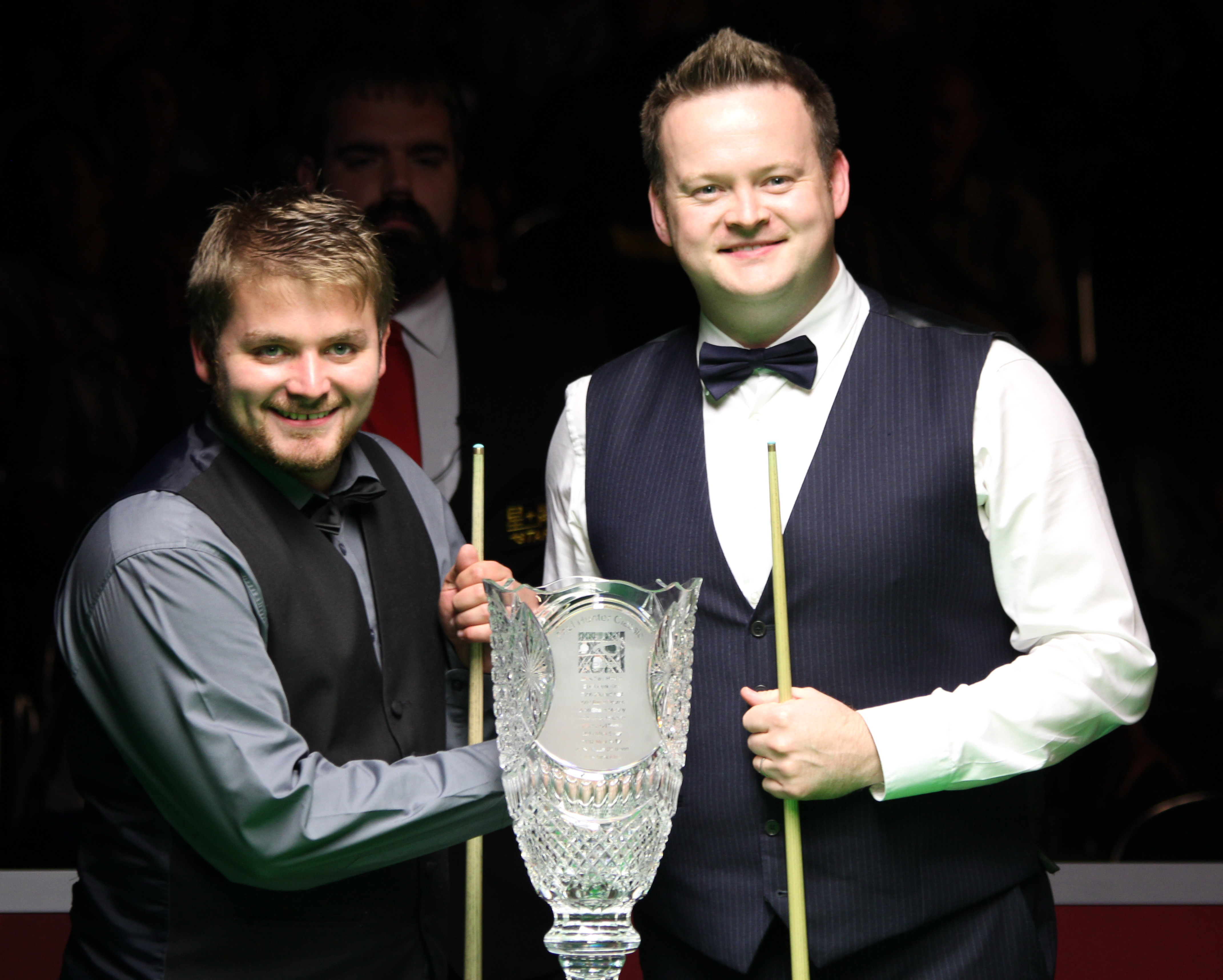
Die Finalisten 2017
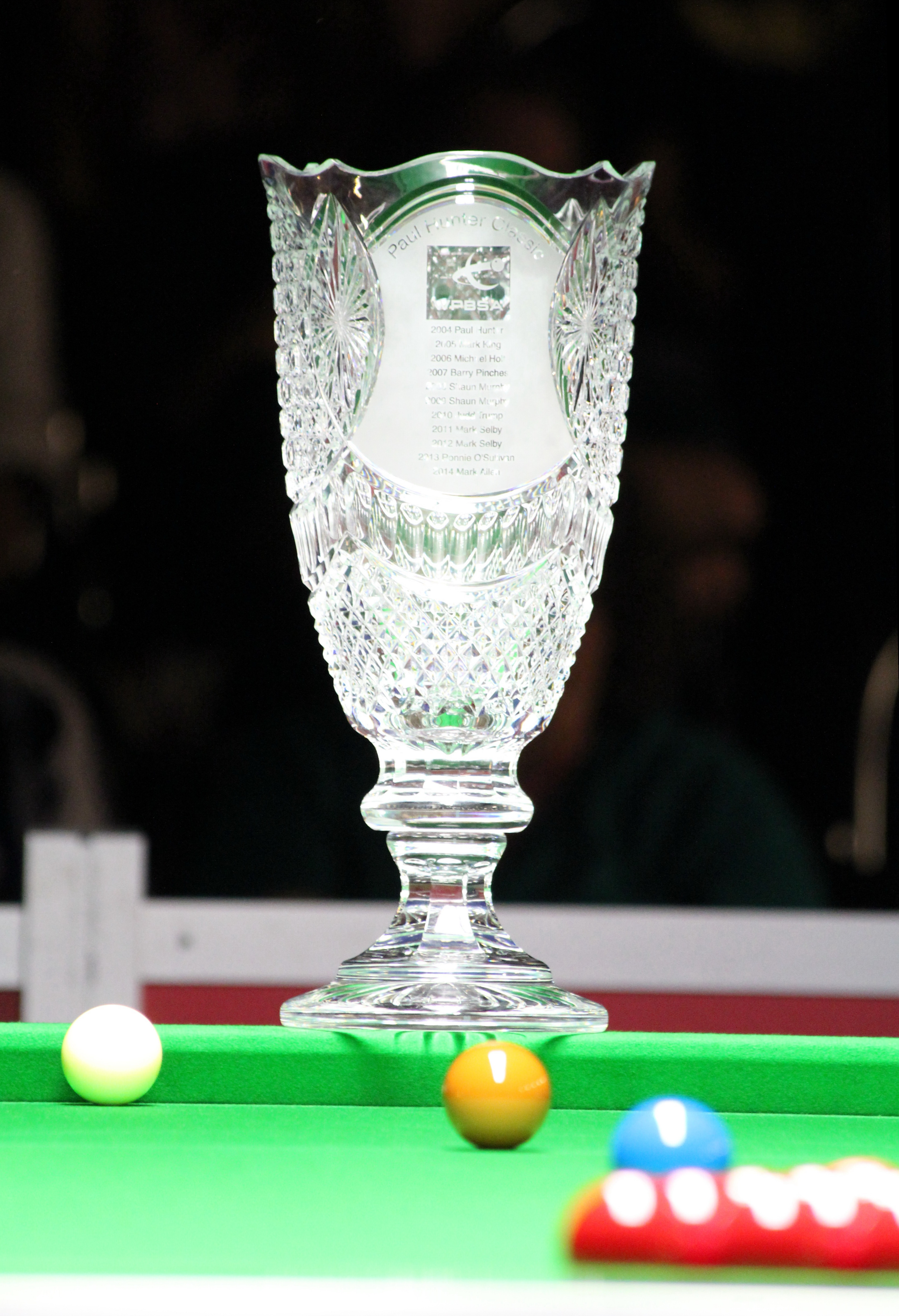
Siegerpokal des PHC
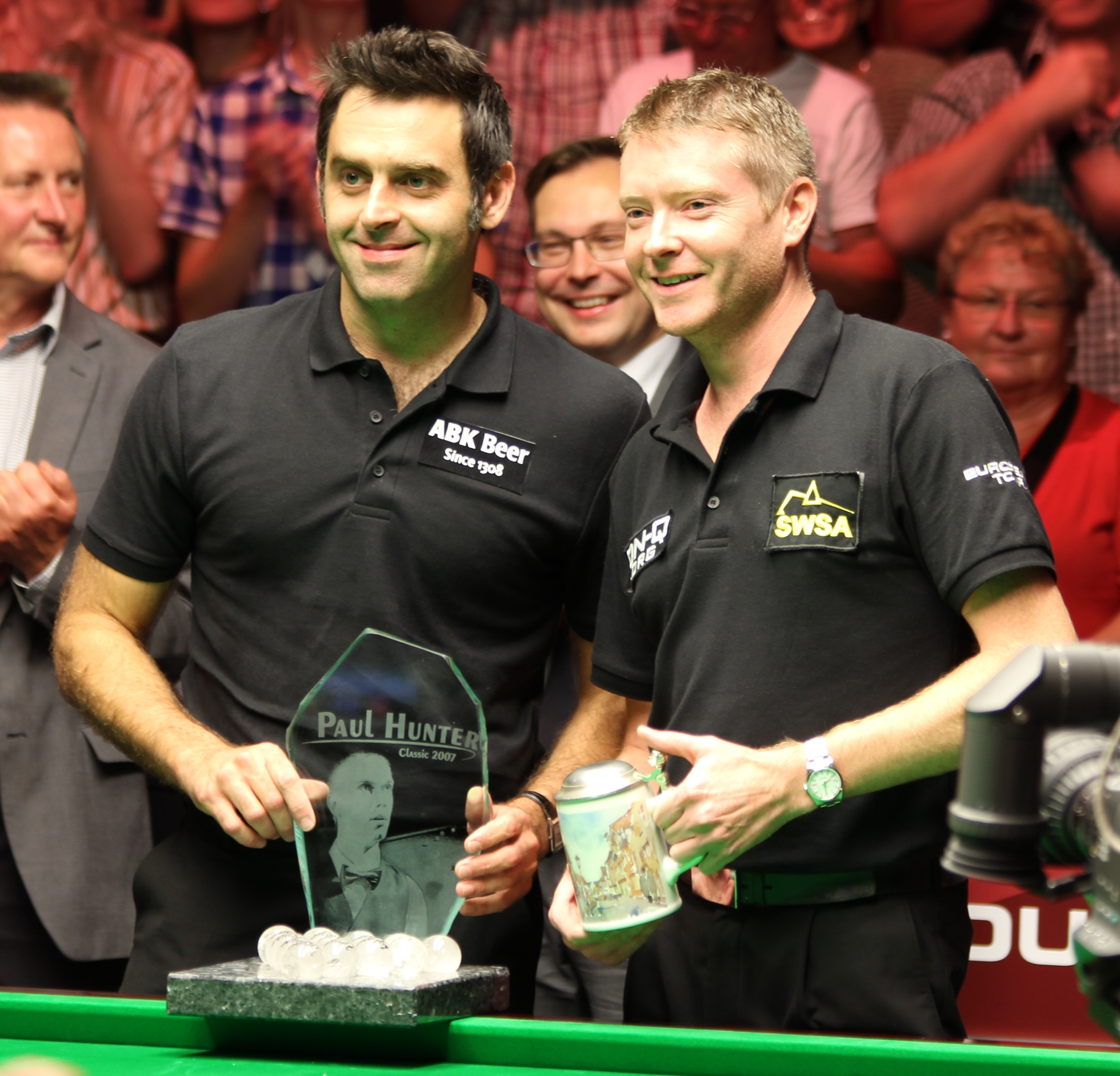
Siegerehrung 2013
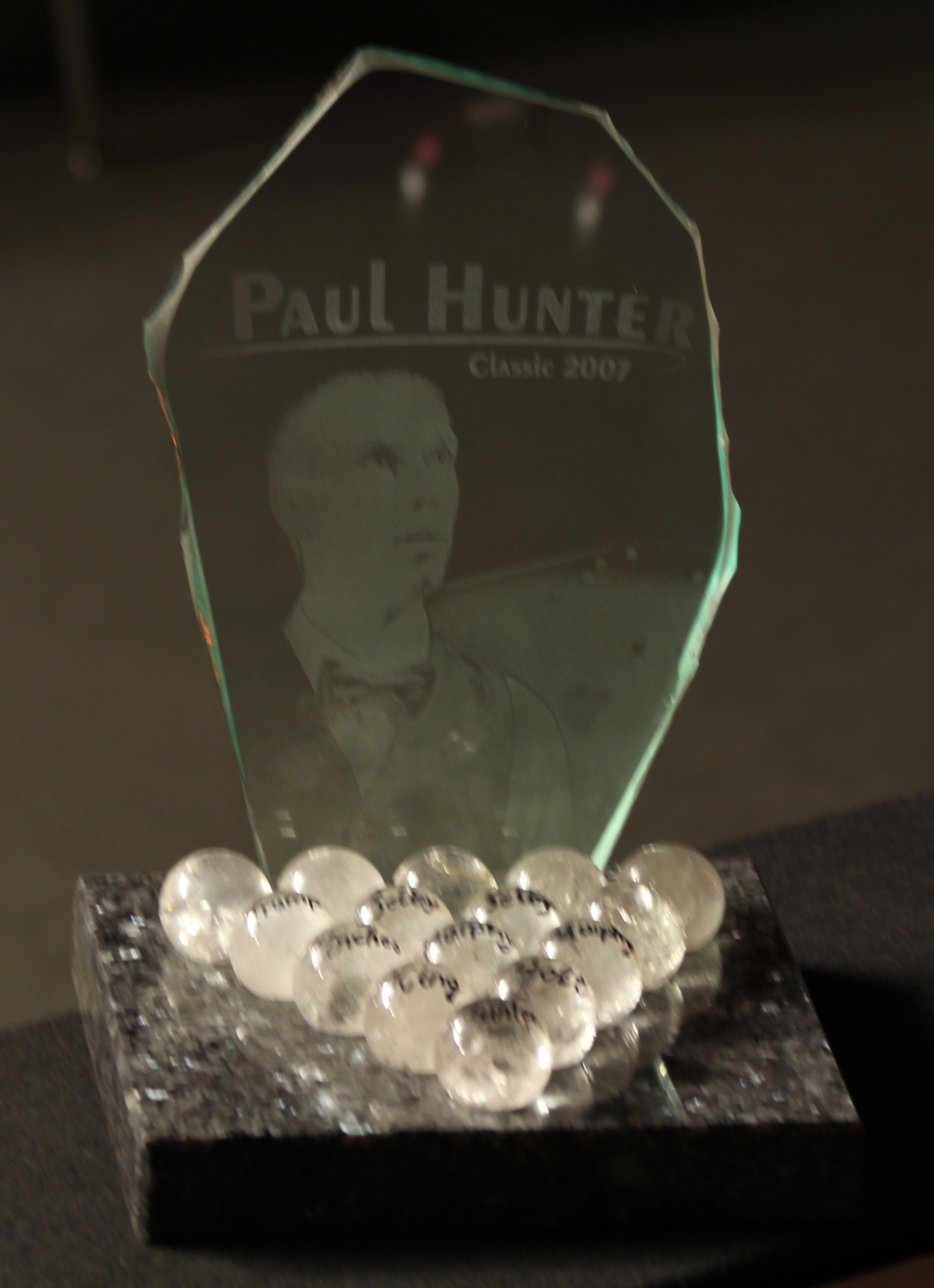
Trophäe bis 2013
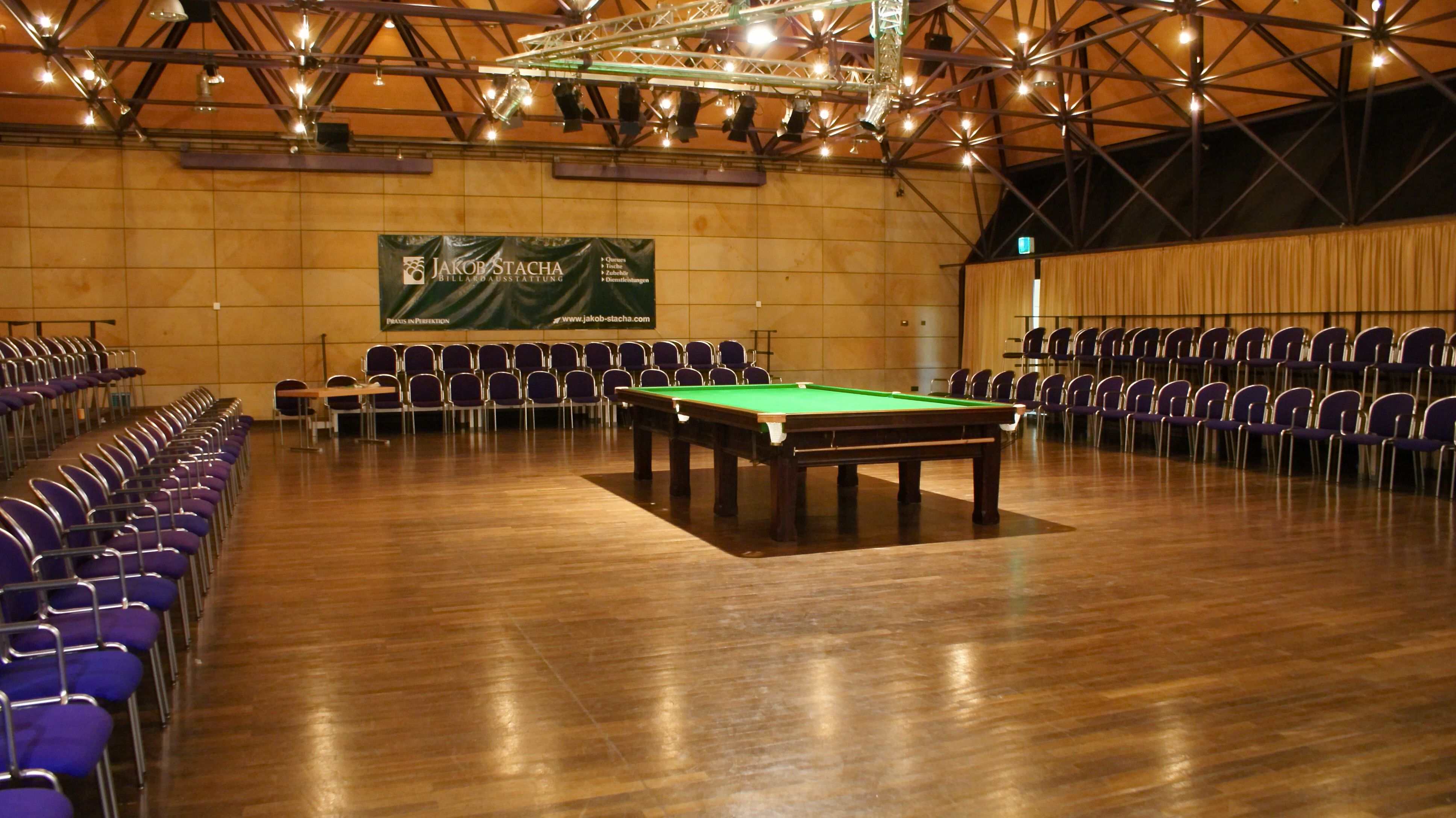
Innenansicht der Stadthalle
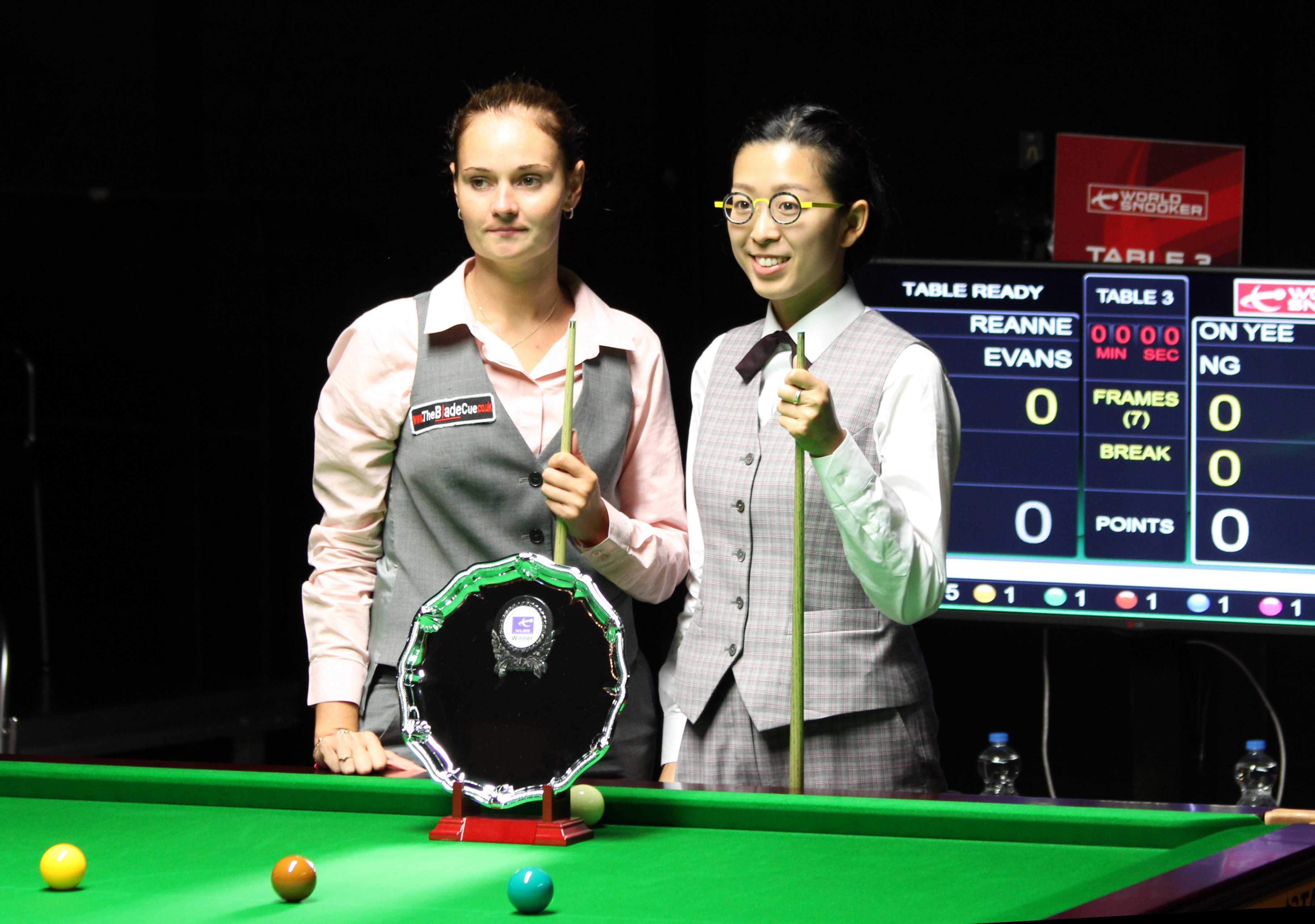
Frauenfinale 2017